# 空间记忆
在認知心理學和神经科学中，空间记忆（Spatial memory）是指记忆中负责记录环境訊息和空间方位的部份。例如：人熟悉一个城市的地理规划就需要空间记忆，老鼠能在迷宫里找到食物也需要空间记忆。一般认为，人或动物的空间记忆被总结在一张认知地图上。